# لیلی (خواننده ژاپنی)
لیلی (انگلیسی: Lily; ۱۷ فوریهٔ ۱۹۵۲ – ۱۱ نوامبر ۲۰۱۶   ) بازیگر، خواننده-ترانه‌پرداز، و آهنگساز اهل ژاپن بود.
از فیلم‌ها یا برنامه‌های تلویزیونی که وی در آن نقش داشته‌است می‌توان به موشیشی اشاره کرد.